# IC 3166
IC 3166 је ознака објекта на координатама са ректансцензијом 12h 19m 54,0s и деклинацијом + 60° 41" 42'. Открио га је Луис Свифт, 24. јуна 1897. Каснијим посматрањима на том положају није уочен никакав астрономски објекат.